# Jim Kerr
James "Jim" Kerr, född 9 juli 1959 i Glasgow, Skottland, är en brittisk sångare och en av grundarna av det skotska bandet Simple Minds.
I april 1977 bildade Kerr punkbandet Johnny and the Self Abusers tillsammans med  Charlie Burchill, Brian McGee, Tony Donald, John Milarky och Alan McNeil. Bandet bytte namn i november 1977 till Simple Minds.
Han var gift med Chrissie Hynde, sångerska i The Pretenders, från 1984 till 1990. Tillsammans fick de dottern Yasmin Paris 1985. Han var även gift med skådespelerskan Patsy Kensit 1992–1996. Tillsammans med henne fick han sonen James 1993.
1998 kom nyheten att Kerr hade lagt ett bud på att köpa den då ekonomiskt krisande fotbollsklubben Celtic FC tillsammans med bl.a. Kenny Dalglish, vilket inte blev av.
Kerr bor[när?] i Taormina på Sicilien där han även är delägare i hotellet ”Hotel Villa Angela”.